# Hansard

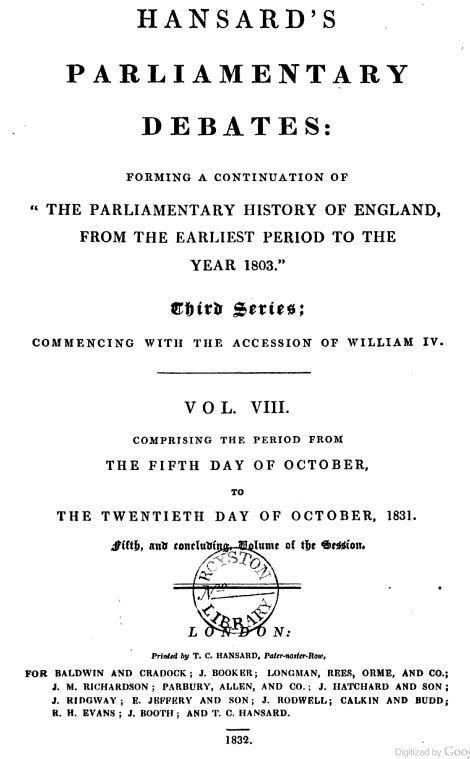
Portada de Hansard de 1832

Hansard es el nombre tradicional de las transcripciones de los debates parlamentarios en Gran Bretaña y muchos países de la Commonwealth. Toma el nombre de impresor y editor de Londres Thomas Curson Hansard (1776–1833) que fue el primer impresor oficial del Parlamento del Reino Unido en Westminster.

## Orígenes
Aunque la historia de Hansard comenzó en el parlamento británico, cada una de las colonias británicas fue desarrollando una historia propia y distintiva. Antes de 1771, el parlamento británico había sido durante mucho tiempo un organismo muy hermético. El registro oficial de las acciones de la Cámara estaba disponible públicamente pero no había registro de los debates. La publicación de declaraciones realizadas en la Cámara se convirtió en una violación del privilegio parlamentario, sancionable por las dos Cámaras del Parlamento. A medida que la población se interesó en los debates parlamentarios, más periódicos independientes comenzaron a publicar informes no oficiales sobre ellos. La cantidad de sanciones implementadas por el gobierno, que incluían multas, despidos, encarcelamientos e investigaciones, reflejan "las dificultades afrontadas por los periodistas independientes que se interesaron en el desarrollo del Alto Canadá y quienes, en diversos grados, intentaron educar al populacho hacia las deficiencias de sus gobernantes".
Varios editores utilizaron el dispositivo de velar los debates parlamentarios como debates de sociedades u organismos ficticios. Los nombres bajo los cuales se publicaron los debates parlamentarios incluían Actas del Salón Inferior de la Sociedad Robin Hood y Debates del Senado de Magna Lilliputia. El Senado de Magna Lilliputia se imprimió en The Gentleman's Magazine de Edward Cave, que se publicó por primera vez en 1732. Los nombres de los oradores fueron cuidadosamente "fileteados"; por ejemplo, Sir Robert Walpole estaba disfrazado de "Sr. R-t W-le".
En 1771, Brass Crosby, alcalde de la ciudad de Londres, había llevado ante él a un impresor llamado John Miller que se atrevió a publicar informes de procedimientos parlamentarios. Liberó al hombre, pero posteriormente se le ordenó comparecer ante la Cámara para explicar sus acciones. Crosby fue enviado a la Torre de Londres, pero cuando fue llevado a juicio, varios jueces se negaron a escuchar el caso y después de las protestas del público, Crosby fue liberado. El parlamento dejó de castigar con tanta dureza la publicación de sus debates, en parte debido a las campañas de John Wilkes en favor de la libertad de expresión. Entonces comenzaron varios intentos de publicar informes de debates. Entre los primeros éxitos, el Registro Parlamentario publicado por John Almon y John Debrett comenzó en 1775 y funcionó hasta 1813.
William Cobbett (1763–1835), un destacado radical y editor, comenzó a publicar Debates parlamentarios como complemento de su Political Register en 1802, y eventualmente extendió su alcance con la Historia parlamentaria . La vocación de Cobbett por la libertad de prensa fue severamente castigada por el gobierno británico. El 5 de junio de 1810, William Cobbett fue juzgado por difamación sediciosa por un artículo que escribió contra el gobierno británico y que fue publicado por Thomas Curson Hansard. Cobbett fue declarado "culpable, según las pruebas más completas y satisfactorias". La sentencia del tribunal decía: "El tribunal juzga que usted, William Cobbett, pague a nuestro Señor el Rey una multa de £ 1000; que sea encarcelado en la cárcel de Su Majestad de Newgate por el espacio de dos años, y que al vencimiento de ese tiempo entre en un reconocimiento para mantener la paz durante siete años: usted mismo en la suma de £ 3000, y dos buenas y suficientes garantías por la suma de £ 1,000; y además, que sea encarcelado hasta que se entre en ese reconocimiento, y esa multa pagada". La sentencia fue descrita por J. C. Trewin como "vengativa". El tribunal argumentó que Thomas Curson Hansard, que había "visto la copia antes de que se imprimiera, no debería haber permitido que se imprimiera en absoluto" y fue condenado a tres meses de cárcel en la Prisión de King's Bench.
Los informes de Cobbett fueron impresos por Thomas Curson Hansard desde 1809; en 1812, las finanzas de Cobbett se desmoronaron y se despojó de su propiedad tanto de los debates parlamentarios como de la historia parlamentaria, que luego "pasó a manos de Hansard en 1812". Los debates parlamentarios de Cobbett se convirtieron en los debates parlamentarios de Hansard, "abreviados con el tiempo al ahora familiar Hansard". A partir de 1829, el nombre "Hansard" apareció en la portada de cada número. Cobbett y Hansard nunca contrataron a nadie para tomar notas de los debates, que se tomaron de una multiplicidad de fuentes en los periódicos matutinos. Por esta razón, no se debe confiar absolutamente en las primeras ediciones de Hansard como guía para todo lo discutido en el Parlamento.
Hansard sobrevivió a sus competidores, incluidos Almon y Debrett, y al posterior Mirror of Parliament publicado por JH Barrow de 1828 a 1843; El trabajo de Barrow fue más completo, pero revisó cada discurso con los diputados y les permitió corregir cualquier cosa que desearan no haber dicho. El último intento de rival comercial fue The Times, que publicó debates en la década de 1880. En 1878 se concedió una subvención a la imprenta Hansard y en ese momento se emplearon reporteros. A pesar de la contratación de reporteros contratados, todavía hubo quejas generalizadas sobre la precisión de los informes de los debates. En 1889, Henry Hansard, el hijo de Thomas Hansard, rompió la conexión familiar con los debates.

## En el Reino Unido
El Hansard de hoy, un relato completo de cada discurso, comenzó en 1909 cuando el Parlamento se hizo cargo de la publicación y estableció su propio equipo de reporteros oficiales de Hansard . Al mismo tiempo, se tomó la decisión de publicar los debates de las dos cámaras en volúmenes separados y cambiar la portada de rojo anaranjado a azul claro. En 1980 se introdujo un formato de página más grande con nueva tecnología.
Hansard no es una transcripción palabra por palabra de los debates en el Parlamento. Sus términos de referencia son los establecidos por un comité selecto de la Cámara de los Comunes en 1893, como un informe que, aunque no estrictamente textual, es sustancialmente el informe textual con repeticiones y redundancias omitidas y con errores obvios (incluyendo errores gramaticales) corregidos, pero que, por otra parte, no deja nada que añada al sentido del discurso o ilustre el argumento.
Una instancia de tal redundancia eliminada implica el llamado de los parlamentarios para hablar en la Cámara de los Comunes. En esa cámara, el Portavoz debe llamar a un diputado por su nombre antes de que ese miembro pueda hablar, pero Hansard no menciona el reconocimiento otorgado por el Portavoz. Además, Hansard a veces agrega material superfluo para que los comentarios sean menos ambiguos. Por ejemplo, aunque los miembros se refieren entre sí como "el hon. Miembro para el nombre de circunscripción" en lugar de por su nombre, Hansard agrega, entre paréntesis, el nombre del diputado al que se hace referencia, la primera vez que se hace referencia a ese diputado en un discurso o debate. Cuando un parlamentario simplemente señala a otro cuyo distrito electoral no puede recordar, Hansard lo identifica.
Cualquier interrupción del debate se marcará con la palabra "(Interrupción)". Esta frase discreta cubre una variedad de situaciones, que van desde miembros que se ríen a carcajadas hasta la invasión física de la cámara. Las interjecciones de los miembros sentados, como los abucheos durante las preguntas del primer ministro, generalmente solo se incluyen si el miembro que habla responde a la interjección.
Hansard también publica respuestas escritas, conocidas como declaraciones ministeriales escritas, hechas por ministros del gobierno en respuesta a preguntas formuladas formalmente por los miembros. En 1839, Hansard, por orden de la Cámara de los Comunes, imprimió y publicó un informe que decía que un libro indecente publicado por un tal Sr. Stockdale estaba circulando en la prisión de Newgate. Stockdale demandó por difamación, pero la defensa de Hansard, de que la declaración era cierta, tuvo éxito. Tras la publicación de una reimpresión, Stockdale volvió a demandar, pero la Cámara ordenó a Hansard que alegara que había actuado bajo la orden de los Comunes y que estaba protegido por el privilegio parlamentario . En el caso resultante de Stockdale v Hansard, el tribunal concluyó que la casa no tenía ningún privilegio para ordenar la publicación de material difamatorio. En consecuencia, el Parlamento aprobó la Ley de documentos parlamentarios de 1840 para establecer el privilegio de las publicaciones bajo la autoridad de la casa.
Desde 1909, y para votaciones importantes antes de esa fecha, Hansard ha enumerado cómo votaron los miembros en las divisiones. Además, las actas y debates en comisión también se publican en volúmenes separados. Durante muchos años, la Cámara de los Comunes Hansard no reconoció formalmente la existencia de partidos en la Cámara, excepto indirectamente, con referencias de los parlamentarios a otros parlamentarios del mismo partido como "hon. Amigos", pero en 2003 esto cambió y ahora se identifican las afiliaciones partidarias de los miembros. El Hansard de la Cámara de los Lores opera con total independencia de su contraparte de los Comunes, pero con términos de referencia similares. Cubre los asuntos parlamentarios en la propia cámara de la Cámara de los Lores, así como los debates en la Sala Moisés, conocida como Gran Comité. Las respuestas y declaraciones parlamentarias por escrito también se imprimen. Emma Crewe señala que "los editores ven a los periodistas en general como un hervidero de actitudes revolucionarias y antisistema, mientras que se perciben a sí mismos como tranquilos y sin quejas".
Internet, con la ayuda de voluntarios, ha hecho que la Hansard del Reino Unido sea más accesible. El Hansard del Reino Unido actualmente se está digitalizando a un formato de alto nivel para publicación en línea. Es posible revisar y buscar en el Reino Unido Hansard desde 1803, con la excepción de los comités permanentes
Debido a que Hansard se trata como exacto, existe una convención parlamentaria según la cual si un miembro del Parlamento hace una declaración inexacta en el Parlamento, debe escribir una corrección en la copia de Hansard que se conserva en la biblioteca de la Cámara de los Comunes.
En 2010, se enviaron copias históricas de Hansard a la India en su formato de volumen original y se transformaron las versiones encuadernadas originales en texto sin formato mediante reconocimiento óptico de caracteres (OCR) y se pusieron en Internet para facilitar la búsqueda. En julio de 2018, este Hansard digitalizado se mejoró enormemente y se fusionó con el resto de Hansard, ya que anteriormente estaba disponible en dos sitios web y ahora es un solo sitio web. Todavía hay muchos errores tipográficos en el proceso de OCR, pero se recomienda a los lectores que los informen cuando los detecten.

## Canadá

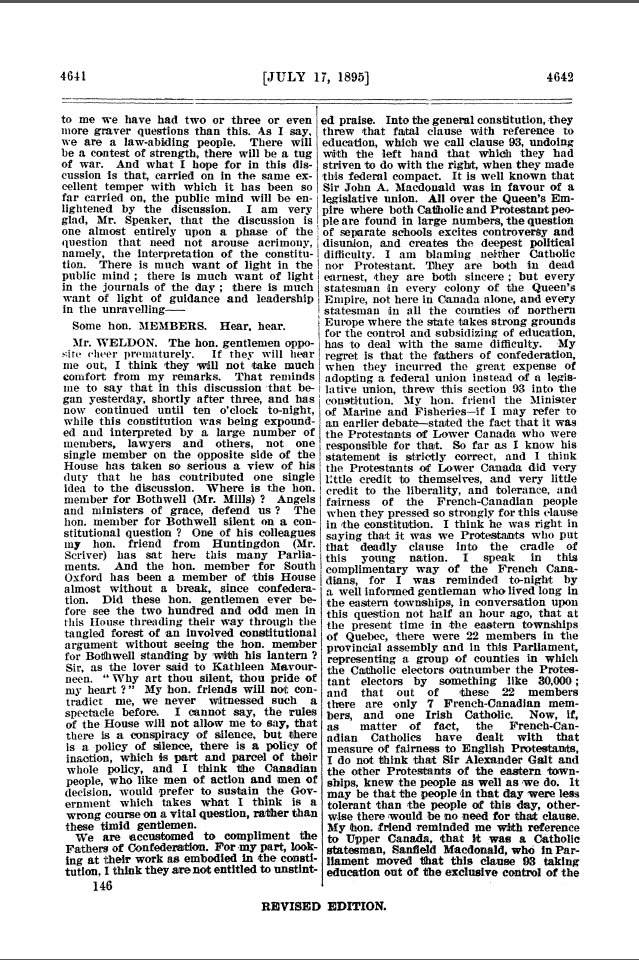
Muestra de Hansard de la Cámara de los Comunes de Canadá, 1895. Muestra una muestra de varios miembros hablando como se describe en el texto.

### Cámara de los Comunes
Al igual que con el Westminster Hansard, la versión canadiense no es estrictamente literal y se guía por el principio de evitar "repeticiones, redundancias y errores evidentes". A diferencia de la Cámara de los Comunes del Reino Unido, en la Cámara se hace referencia a los miembros solo por las disposiciones parlamentarias que representan ("El miembro de Richmond Hill", etc.) o por su puesto en el gabinete. Hansard proporciona una afiliación la primera vez que cada miembro habla en la Cámara en un día en particular: " Sr. Mathieu Ravignat (Pontiac, NDP )" o " Hon. Lynne Yelich (Ministra de Estado para la Diversificación Económica Occidental, CPC) "—y por su nombre solo cuando se levantan más tarde para hablar.
Si las interjecciones dan lugar a una llamada al orden por parte del Portavoz, se informan como " Algunos honorables miembros: ¡Oh, oh! " Los detalles de la aprobación o negación de mociones y proyectos de ley se informan con un detalle bastante barroco:

The Acting Speaker (Mr. Marcel Proulx): The House has heard the terms of the motion. Is it the pleasure of the House to adopt the motion?

Some hon. members: Agreed.

Some hon. members: No.

The Acting Speaker (Mr. Marcel Proulx): All those in favour of the motion will please say yea.

Some hon. members: Yea.

The Acting Speaker (Mr. Marcel Proulx): All those opposed will please say nay.

Some hon. members: Nay.

The Acting Speaker (Mr. Marcel Proulx): In my opinion the nays have it.

And more than five members having risen:

The Acting Speaker (Mr. Marcel Proulx): Call in the members.

And the bells having rung:

The Acting Speaker (Mr. Marcel Proulx): A recorded division on the motion stands deferred until tomorrow at the end of government orders.

### Traducción
Dada la naturaleza bilingüe del gobierno federal canadiense, se mantienen dos Hansard canadienses equivalentes, uno en francés y otro en inglés. Esto lo convierte en un texto paralelo natural y, a menudo, se usa para probar programas de traducción automática francés-inglés. Además de estar ya traducido y alineado, el tamaño del Hansard y el hecho de que siempre se agrega material nuevo lo convierte en un corpus atractivo. Sin embargo, su utilidad se ve obstaculizada por el hecho de que las traducciones, aunque precisas en su significado, no siempre son literalmente exactas.
Los registros canadienses de Hansard toman nota del lenguaje utilizado por los parlamentarios, para no malinterpretar las palabras de quien tiene la palabra. Si el miembro habla en francés, los registros de Hansard en inglés indicarían que el miembro habló en francés y remitirían al lector al registro de Hansard en francés.
En un caso, durante un filibustero liberal en el Senado de Canadá, el senador Philippe Gigantès fue acusado de leer uno de sus libros solo para poder obtener la traducción de forma gratuita a través de Hansard.

### Terranova
En Terranova la lucha por la libertad de prensa fue mucho más violenta. Henry Winton, editor de Saint John's Ledger, "le cortaron las orejas y unos matones que lo habían estado esperando después del anochecer lo dejaron inconsciente". El destino de Winton sería también el de su impresor. Las autoridades, que no estaban en términos amistosos con el Ledger, hicieron poco o ningún esfuerzo por detener a los culpables. En otro caso, un "Caballero de nombre Parsons", del Newfoundland Patriot, "fue condenado a tres meses de prisión en otro incidente".

### Nueva Escocia
Como fue el caso en muchas de las primeras regiones canadienses, los periódicos fueron la primera fuente de los debates parlamentarios. El primer periódico de Canadá, Halifax Gazette, se imprimió en la calle Grafton en Halifax en 1752. Los dos periódicos más destacados en la información parlamentaria fueron el Acadian Recorder, fundado en 1813 por Anthony Henry Holland, y el Free Press, establecido en 1816 por Edward Ward. Ambos periódicos informaron de los debates de la Cámara de la Asamblea a partir de 1817.
El Pacto de Familia de Nueva Escocia, apodado "el pequeño pacto", "vio con desdén la admisión de reporteros a la Asamblea" y "no tardó en reaccionar cada vez que sintió la más mínima afrenta". Hay muchos casos que ejemplifican la "lucha por obtener la libertad de prensa y reportajes parlamentarios en las Marítimas" como en el caso de William Minns en 1823, quien fue obligado a comparecer ante el tribunal de la casa, y William Milne, quien fue encarcelado por no poder pagar sus deudas.
El periódico de Novascotian pronto se convertiría en el periódico más destacado de Nueva Escocia después de su lanzamiento en 1824, que estuvo muy influenciado por George Young, quien jugó un papel decisivo en su establecimiento. George Young solicitó permiso a la Asamblea para informar sobre sus debates. Se le concedió el permiso, pero no se le concedieron muchos privilegios en la Cámara. No se lo pusieron fácil y no le permitieron un asiento en la cubierta inferior.
En 1827 Joseph Howe compró el Novascotian de Young. "No había un defensor más poderoso de los debates parlamentarios que Howe". En 1835, Joseph Howe fue "procesado por la publicación de una carta en el Novascotian ". Fue acusado de difamación. Este caso fue infame y se considera una "piedra angular en el establecimiento de la libertad de prensa en Canadá". Howe, quien se defendió en la corte, fue declarado no culpable. Por eso su caso es visto como un hito en el desarrollo de la prensa libre.

### Ontario

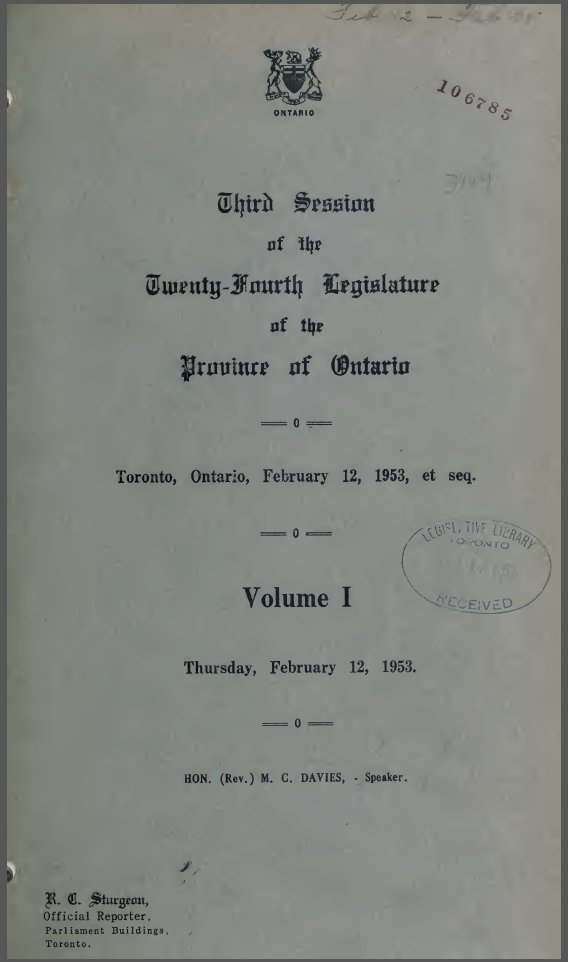
Portada de Hansard para la provincia de Ontario, 12 de febrero de 1953

No se produjo ningún registro oficial de los debates en la Legislatura provincial antes de 1944. Los debates se informaron en varios periódicos; los archivos provinciales recortaron y recopilaron estos informes en una serie de álbumes de recortes hasta 1953. El sitio web provincial ahora publica Hansard en línea, con registros desde el 29 de marzo de 1977 hasta el presente.

### Alberta
Alberta adoptó un Hansard en 1972. De 1905 a 1971, los periódicos locales informaron sobre los procedimientos legislativos y, a partir de estos artículos, la Biblioteca de la Legislatura compiló un Scrapbook Hansard, que está disponible en línea. A los reporteros de noticias se les permitió tomar notas escritas a mano en la Cámara, pero no podían hacer grabaciones de sonido y los miembros del público no podían tomar notas.
En 1965 se instaló un sistema de grabación en la Cámara. Inicialmente, la oficina del secretario proporcionaba transcripciones solo para eventos especiales, como discursos del trono, pero aumentaron las solicitudes de transcripciones de los MLA y, en 1971, se estaban grabando todos los procedimientos de la Cámara. El 8 de marzo de 1972, el gobierno presentó una moción para crear Alberta Hansard, y al día siguiente presentó una moción que permitía la grabación de audio y video en la Cámara y también permitía que los visitantes de las galerías tomaran notas. Las órdenes permanentes de la Asamblea 115 y 116 establecen las reglas para los medios de difusión en la Cámara y en las reuniones del comité, respectivamente.
El personal de Hansard verifica los nombres de las personas y entidades mencionadas en la Cámara. Al igual que otros libros de Hansard, Alberta Hansard sigue las pautas editoriales establecidas en el siglo XIX y las transcripciones son sustancialmente textuales. Las revisiones se limitan a "la corrección gramatical, ortográfica y de puntuación, velando por que se observen las formas parlamentarias correctas y minimizando las repeticiones superfluas y las redundancias, pero no se realizarán alteraciones materiales, ni enmiendas que tiendan de algún modo a cambiar el sentido de lo que se ha dicho".
Las transcripciones de los procedimientos de la Asamblea Legislativa de Alberta desde 1972 en adelante están disponibles en línea, y los números actuales generalmente se publican dentro de las 12 horas posteriores a la sesión del día. Una transcripción de una sesión ordinaria de la Asamblea por la tarde de 4,5 horas contiene más de 30.000 palabras. También están disponibles en línea las transcripciones de las reuniones de los comités de la Asamblea Legislativa desde la década de 1990 en adelante, antes para algunos comités.

### Columbia Británica
No se produjo ningún registro oficial completo de los debates en la Legislatura de Columbia Británica hasta 1972; se emitió un registro parcial a partir de 1970. A diferencia de Ottawa Hansard, los miembros de la oposición y los diputados del gobierno se identifican solo por su inicial y apellido: " A. Wilkinson ". Los ministros del gabinete actual tienen sus nombres precedidos por "Honorable": " Hon. S. Hagen ". Las interjecciones que dan lugar a una llamada de orden por parte del Portavoz se informan solo como "Interjección". Otras interjecciones se informan como pronunciadas si son claramente audibles y si el miembro que tiene la palabra responde a ellas de alguna manera. Si bien los detalles de aprobación o negación de mociones y proyectos de ley son muy similares a los de la Cámara de los Comunes, el informe se simplifica a una línea de estilo ("Moción aprobada" o "Moción negativa").

## Australia
El Parlamento de Australia también lleva un registro de los debates, utilizando el término Hansard. Los registros son publicados por State Law Publisher. El Parlamento de Australia Meridional fue la primera colonia australiana libre de convictos en utilizar Hansard ; donde se convirtió en una convención a partir de 1857. El Parlamento de Victoria siguió el ejemplo de Australia del Sur al introducir el uso de Hansard en 1866. El Parlamento de Nueva Gales del Sur inició su sistema Hansard el 28 de octubre de 1879 con el informe del Consejo Legislativo en la apertura de la Tercera Sesión del Noveno Parlamento. En Tasmania, Hansard no se introdujo hasta 1979, comenzando el 6 de junio para el Consejo Legislativo y el 12 de junio para la Cámara de la Asamblea.

## Nueva Zelanda
El 9 de julio de 1867, un equipo de cinco reporteros, dirigido por el reportero jefe CCN Barron, produjo el primer informe oficial de los debates del Parlamento de Nueva Zelanda. Desde ese día, se han publicado continuamente transcripciones oficiales de los discursos de los miembros en la Cámara de Representantes de Nueva Zelanda.
Hoy en día, el Hansard de Nueva Zelanda es producido por un equipo de 17 editores FTE Hansard dentro de la Oficina del Secretario de la Cámara de Representantes. Hansard se publica en el sitio web del Parlamento de Nueva Zelanda cada día que se reúne la Cámara, y luego se producen volúmenes encuadernados indexados.
Los discursos se transcriben directamente de las grabaciones digitales del debate, con personal presente en la cámara de debate para monitorear el debate al registrar la secuencia de los oradores y cualquier intervención. Las interjecciones se informan solo si el miembro que habla las responde o las comenta durante el curso de su discurso. Los editores de Hansard siguen reglas estrictas sobre los cambios que pueden hacer en las palabras que usan los miembros en la cámara. Hansard es lo más literal posible, aunque los editores de Hansard eliminan repeticiones y redundancias y hacen correcciones gramaticales menores. Los diputados reciben borradores de sus discursos al mismo tiempo que se publican por primera vez en el sitio web del Parlamento. Los miembros pueden solicitar la corrección de inexactitudes fácticas involuntarias, pero no pueden cambiar significativamente lo que dijeron en la Cámara.

## Lista de asambleas que usan el sistema
- Parlamento del Reino Unido e instituciones descentralizadas del Reino Unido
- Parlamento de Canadá y las legislaturas provinciales y territoriales canadienses
- Parlamento de Australia y los parlamentos de los estados y territorios australianos
- Parlamento de Sudáfrica y legislaturas provinciales de Sudáfrica
- Parlamento de Barbados
- Asamblea Legislativa de África Oriental
- Parlamento de Nueva Zelanda
- Consejo Legislativo de Hong Kong
- Parlamento de Malasia y las legislaturas estatales de Malasia
- Parlamento Nacional de Papúa Nueva Guinea
- Parlamento de Singapur
- Consejo Legislativo de Brunéi
- Parlamento de Sri Lanka
- Parlamento de Trinidad y Tobago
- Asamblea Nacional de Kenia
- Asamblea Nacional de Tanzania
- Parlamento de Ghana
- Parlamento de Uganda
- Parlamento de Mauricio
- Parlamento de Jamaica
- Asamblea Nacional de Seychelles
- Estados de Jersey
- Estados de Guernesey
- Tynwald, el Parlamento de la Isla de Man
- Asamblea Nacional de Nigeria
- Asamblea Nacional de Namibia
- Parlamento de Botsuana
- Parlamento de Zimbabue